# Eelco Beijl
Eelco Beijl (* 21. Juni 1983) ist ein niederländischer Volleyball-Trainer.

## Karriere
Beijl war von 2010 bis 2020 beim Niederländischen Volleyballverband „NeVoBo“ in verschiedenen Funktionen tätig. Er war Co-Trainer und Scout bei der Frauen-Nationalmannschaft und Trainer mehrerer Jugendauswahlmannschaften. Parallel dazu arbeitete er auch bei einigen Vereinsmannschaften (2010–2015 RTC Rotterdam, 2015/16 Sliedrecht Sport und 2017/18 Talent Team Papendal Arnhem). Von Mai bis November 2020 war Beijl Chefcoach beim deutschen Bundesligisten Ladies in Black Aachen. Weiterhin ist er Trainer der norwegischen Frauen-Nationalmannschaft.